# Bater

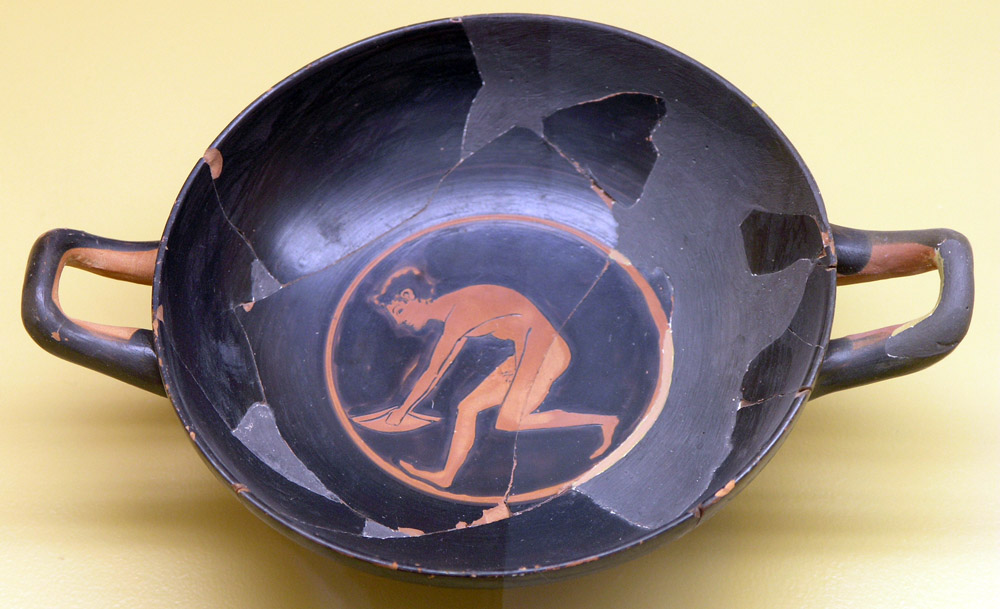
Weitspringer auf einer attisch-rotfigurigen Kylix, um 510 v. Chr., Stoa des Attalos

Ein Bater (altgriechisch βατῆρ [batḗr]) war im antiken Griechenland eine Schwelle, die beim Weitsprung die Absprungstelle markierte.
Der Weitsprung wurde bei den Olympischen Spielen im Rahmen des Pentathlon ausgeübt, wobei die Athleten den Sprung aus dem Stand oder nur mit kurzem Anlauf ausführten. Vom Bater aus wurde in die aufgelockerte Bahn (σκάμμα) gesprungen, zur Beschleunigung des Schwungs dienten Haltere. Die genaue Begriffsbestimmung des Bater war bereits in der Antike unklar. Nach Emil Reisch legen die spärlichen Schriftquellen nahe, dass ein Bater nur als einfache Markierung am Anfang oder innerhalb der Sprungbahn zu verstehen sei und nicht etwa als federndes Sprungbrett.
Bei Pollux findet sich eine Erwähnung des Baters als die Stelle, die das Ende eines Wettlaufs während des Pentathlons markiert.